# گوتای جونان
گوتای جونان (انگلیسی: Guotai Junan) شرکت خدمات مالی و بانکداری چینی است، که در سال ۱۹۹۲ تأسیس شد.